# Halacritus algarum
Halacritus algarum är en skalbaggsart som först beskrevs av Schmidt 1893.  Halacritus algarum ingår i släktet Halacritus och familjen stumpbaggar. Inga underarter finns listade i Catalogue of Life.